# Count Basie
Count Basie, właśc. William James Basie (ur. 21 sierpnia 1904 w Red Bank, zm. 26 kwietnia 1984 w Hollywood) – amerykański pianista jazzowy, kompozytor i bandleader. Laureat NEA Jazz Masters Award 1983.
Rozpoczął karierę w teatrach wodewilowych. Występował jako solista i akompaniował śpiewakom bluesowym. W 1935 zaczął prowadzić swój własny big-band. Nosił przydomek: „Hrabia” (ang. count). Pod koniec 1936 przeniósł się do Nowego Jorku. Był jedną z najważniejszych postaci w historii jazzu.
Basie grał na fortepianie w stylu zwanym Kansas City jazz style.
W dniu 23 maja 1985 prezydent Ronald Reagan nadał pośmiertnie Basiemu Medal Wolności, który odebrał syn artysty, Aaron Woodward.

## Dyskografia

### 1937–1939,Decca Records
- The Complete Decca Recordings (1937–1939, Decca)

### 1939–1950,Columbia RecordsiRCA Records
- Super Chief (1936–1942, Columbia)
- Count Basie and His Great Vocalists (1939–1945, Columbia)
- America’s No. 1 Band: The Columbia Years (1936–1964, Columbia)
- Complete Original American Victor Recordings (1941–1950, RCA)
- Kansas City Powerhouse (1929–1932, 1947–1949, RCA/Bluebird)
- Planet Jazz (ca. 1929-1932, 1947–1949, RCA/BMG International Records)

### Lata 50.
- The Count (1952, Clef)
- Basie Rides Again! (1952, Clef)
- Dance Session (1952–1954, Clef)
- King of Swing (1953–1954, Clef)
- The Band of Distinction (1954, Clef)
- Basie (1955, Clef)
- Count Basie Swings, Joe Williams Sings (z Joem Williamsem) (1955, Clef)
- April in Paris (1955–1956, Verve)
- Hall of Fame (1956, Verve)
- The Greatest!! Count Basie Plays, Joe Williams Sings Standards (z Joem Williamsem) (1956, Verve)
- Basie in London (Live, 1956, Verve)
- One O’Clock Jump (z Joem Williamsem oraz Ellą Fitzgerald) (1957, Verve)
- Count Basie at Newport (Live, 1957, Verve)
- The Atomic Mr. Basie (1958, Roulette)
- Basie Plays Hefti (1958, Roulette)
- No Count Sarah (z Sarah Vaughan) (1958, EmArcy)
- Chairman of the Board (1958, Roulette)
- Sing Along with Basie (z Joem Williamsem) (1958, Roulette)
- Breakfast Dance and Barbeque (1958, Roulette)
- Not Now, I’ll Tell You When (1958, Roulette)
- Welcome to the Club (z Natem Kingiem Cole’em) (1959, Capitol)
- One More Time (1959, Roulette)
- Basie and Eckstine, Inc. (z Billym Eckstinem) (1959, Roulette)
- Strike Up the Band (z Tonym Bennettem) (1959, Roulette)
- In Person! (z Tonym Bennettem) (1959, Columbia)
- Everyday I Have the Blues (z Joem Williamsem) (1959, Roulette)
- Dance Along with Basie (1959, Roulette)
- Count Basie And His Orchestra Play Music From The Pen Of Quincy Jones (1959, Roulette)
- Hall Of Fame (1959, Verve)

### Lata 60. i 70.
- I Gotta Right to Swing (z Sammym Davisem Jr.) (1960, Decca)
- Just the Blues (z Joem Williamsem) (1960, Roulette)
- The Count Basie Story (1960, Roulette)
- Not Now,I’ll Tell You When (1960, Roulette)
- First Time! The Count Meets the Duke (z Dukem Ellingtonem) (1961, Columbia)
- The Legend (1961, Roulette)
- Kansas City Suite – The Music of Benny Carter (1961, Roulette)
- Basie at Birdland (live) (1961, Roulette)
- Count Basie/Sarah Vaughan (z Sarah Vaughan) (1961, Roulette)
- Back with Basie (1962, Roulette)
- Easin’ it (1962, Roulette)
- Basie in Sweden (1962, Roulette)
- I Left My Heart in San Francisco (z Tonym Bennettem) (1962, Columbia)
- Sinatra-Basie: An Historic Musical First (z Frankiem Sinatrą) (1962, Reprise)
- On My Way and Shoutin’ Again! (1963, Verve)
- More Hits of 1950s and 1960s (1963, Verve)
- Li’l Ol’ Groovemaker…Basie! (1963, Verve)
- This Time by Basie: Hits of the 1950s and 1960s (1963, Verve)
- Ella and Basie! (z Ellą Fitzgerald) (1963, Verve)
- Basie Land (1964, Verve)
- Pop Goes the Basie (1964, Reprise)
- It Might as Well Be Swing (z Frankiem Sinatrą) (1964, Reprise)
- Basie Picks the Winners (1965, Verve)
- Our Shining Hour (z Sammym Davisem Jr.) (1965, Verve)
- Arthur Prysock and Count Basie (z Arthurem Prysockiem) (1965, Verve)
- Basie’s Beatle Bag (1965, Verve)
- Basie Meets Bond (1966, Capitol)
- Sinatra at the Sands (live, z Frankiem Sinatrą) (1966, Reprise)
- Basie’s Beat (1967, Verve)
- Broadway Basie’s…Way (1967, Command)
- Hollywood…Basie’s Way (1967, Command)
- Basie’s in the Bag (1967, Brunswick)
- The Happiest Millionaire (1967)
- Half a Sixpence (1967, Dot)
- Manufacturers of Soul (z Jackiem Wilsonem) (1968, Brunswick)
- The Board of Directors (z The Mills Brothers) (1968, Dot)
- The Board of Directors Annual Report (z The Mills Brothers) (1968, Dot)
- Evergreens (1969, Groove Merchant)
- Basic Basie (1969, MPS)
- Basie Straight Ahead (1969, Dot)
- Standing Ovation (1969, Dot)
- High Voltage (1970, MPS)
- How About This (z Kay Starr) (1970, MCA)
- Basie on the Beatles (1970, Happy Tiger)
- Afrique (1970, RCA Victor)
- The Legend – From the Pen of Benny Carter (1970, Roulette)
- Have a Nice Day (1971, Daybreak)
- Bing ’n’ Basie (z Bingiem Crosbym) (1972, Daybreak)

### Lata 70. i 80.,Pablo Records
- Flip,Flop & Fly (live, z Joem Tonerem) (1972)
- Jazz at Santa Monica Civic ’72 (live) (1972)
- The Songs of Bessie Smith (Teresą Brewer) (1973, Doctor Jazz)
- Basie Big Band (1975)
- Fun Time (1975)
- I Told You So (1976)
- Prime Time (1977)
- Montreux ’77 (live) (1977)
- Milt Jackson + Count Basie + The Big Band Vol.1 (live) (1978)
- Milt Jackson + Count Basie + The Big Band Vol.2 (live) (1978)
- Live in Japan ’78 (live) (1978)
- On the Road (1979)
- Digital III at Montreux (live) (1979)
- A Classy Pair (z Ellą Fitzgerald) (1979)
- A Perfect Match (z Ellą Fitzgerald) (1979)
- Kansas City Shout (1980)
- Warm Breeze (1981)
- Send in the Clowns (z Sarah Vaughan) (1981)
- Farmer’s Market Barbecue (1982)
- 88 Basie Street (1983)
- Me and You (1983)
- Fancy Pants (ostatni album Counta Basie) (1983)